# Мурманский легион
Мурманский легион (фин. Muurmannin Legioona, известен также как Финский легион и Хольстинские егеря) был создан англичанами 7 июня 1918 года из бывших финских красноармейцев, вытесненных в Советскую Россию во время Гражданской войны в Финляндии и Первой мировой.

## Краткая история
6 марта 1918 британские войска высадились на российском Севере и захватили Архангельск и Мурманскую железную дорогу, чтобы препятствовать морскому снабжению германских войск и заключивших с ними Брест-Литовский мир большевиков. Политическим советником был именуемый британским лейтенант-полковником бывший спикер парламента Оскари Токой. Командиром был назначен участник финского рабочего движения, бывший командующий фронта в Тампере, Вернер Лехтимяки, который получил чин британского полковника. Дислоцировался легион в районе Кандалакши в поселке Княжая Губа.
Численность личного состава: в июне 1918 — 1500 финнов, из которых вначале лишь треть пригодных к службе, а в феврале 1919 — уже 1200, пригодных из которых — 900. Легионеры получили британское обмундирование, оружие и обучение.
Легион сражался, в том числе, с направленным финским правительством Виенским отрядом в Петсамо и в северной Карелии в 1918. При уходе британских войск Мурманский легион вывезли в Великобританию, откуда большая его часть возвратилась в Финляндию. По требованию Соединённого Королевства Финляндия помиловала большую часть членов легиона. Их политическая активность в стране оставалась низкой. Самые молодые ещё успели повоевать в Финской армии в 1941—1944. Осуждённые в стране командиры легиона не вернулись в Финляндию. Оскари Токой переехал в Канаду, а в 1921 в США. По закону об амнистии 1944 года (называемому в его честь законом Токоя) Оскари Токой получил помилование.
Второе название легиона «Хольстинские егеря» появилось в прессе, когда министр иностранных дел Финляндии Рудольф Холсти подписал договор о возвращении легионеров.
Другой отряд, сформированный одновременно с Мурманским легионом, из отступивших из Финляндии на территорию России красногвардейцев, был больше известен, как «Карельский легион» (или «Карельский отряд») под командованием Ииво Ахавы.

## Полная история
После капитуляции Германии в Первой мировой войне положение изменилось.
Несмотря на предупреждение, полученное от союзников в декабре 1918 г., 25 января 1919 Лехтимяки, Токой и 125 лыжников ещё совершают рейд в Финляндию в Паанаярви, где встречают финский пограничный отряд. Токой потребовал на пограничной заставе, имеющей телеграфную связь с внутренними районами Финляндии, разрешения на возвращение красных финнов в страну. Полученный ответ гласил, что такое разрешение может быть получено только при условии полной и безоговорочной сдачи. Встреча финнов оканчивается мирно, баней. Легионеры оставляют письма родным, а Токой призывает голосовать на предстоящих выборах за социал-демократов. Последствием этого инцидента стала телеграмма  английского военного министерства Мейнарду от 7 февраля. В ней говорилось, что «важно организовать всё таким образом, чтобы исключить возможность контакта между людьми, несущими службу, и финскими частями».
Англичане решают использовать карело-финские части, первоначально созданные в противовес белофиннам и немцам, в борьбе с большевиками.
Но к этому времени, Мурманский легион, дислоцировавшийся в районе Кандалакши, наряду с располагавшимся в Кеми Карельским легионом, распропагандированные большевиками, уже представляли особенно большую опасность для интервентов и белого движения. Красные финны и карелы не только не хотели воевать с Советской Россией, но и представляли определённую угрозу для самих англичан.
24 февраля Вернер Лехтимяки просит командование об отставке и праве перехода на сторону красных в Россию. Генерал Чарльз Майнард удовлетворяет эту просьбу.
В феврале-марте 1919 г. в карело-финских формированиях шла подготовка совместного выступления. Чтобы избежать неприятностей, Мейнард и Ермолов обратились к карелам и красным финнам с воззванием, в котором строго предупредили об ответственности за выступление.
В мае 1919 г. Карельский легион был расформирован, и британское командование и объявило о создании ряда новых карельских формирований. В Мурманском легионе возникли разногласия по поводу восстания против интервентов. Социал-демократ Токой, (служивший к этому времени(?) в разведотделе союзников), являвшийся одним из бывших руководителей красных финнов, уговаривал соотечественников вернуться на родину. Многие из них имели семьи, и открытое выступление в глубоком тылу противника могло принести немало жертв. Наиболее радикально настроенные финны (В.Лехтимяки, К.Ийвонен, В.Вихури, А.Кауппинен, Г.Ковалайнен, Ю.Вяйнеля, М.Пиккувирта и др.) требовали решительной схватки с интервентами. В район дислокации легиона англичане стянули надежные войска. Мейнард вел переговоры с легионерами о разоружении, а военное ведомство Великобритании договаривалось с правительствами Финляндии и Канады об интернировании легионеров. В результате восстание удалось предотвратить. В июле 1919 г. Финляндия согласилась на репатриацию части легионеров, тех из них, кто не участвовал в гражданской войне в Финляндии и не был осуждён. В сентябре 1919 часть легионеров вернулась на родину, часть отправилась в Канаду, а около 30 человек включились в партизанское движение против белых интервентов вместе с поморами на Мурмане.